# Millwall Football Club 2004-2005
Questa voce raccoglie le informazioni riguardanti il Millwall Football Club nelle competizioni ufficiali della stagione 2004-2005.

## Stagione
La squadra partecipa al campionato di seconda serie concluso al decimo posto.
In virtù del raggiungimento della finale di FA Cup 2003-2004, la squadra partecipa alla Coppa UEFA 2004-2005 uscendo al primo turno per mano degli ungheresi del Ferencvárosi.

## Rosa
| N. |                        | Ruolo | Calciatore      |
| -- | ---------------------- | ----- | --------------- |
| 13 | Inghilterra (bandiera) | P     | Andy Marshall   |
| 1  | Inghilterra (bandiera) | P     | Graham Stack    |
| 35 | Inghilterra (bandiera) | D     | Tony Craig      |
| 6  | Inghilterra (bandiera) | D     | Joe Dolan       |
| 2  | Inghilterra (bandiera) | D     | Matt Lawrence   |
| 17 | Australia (bandiera)   | D     | Kevin Muscat    |
| 28 | Inghilterra (bandiera) | D     | Mark Phillips   |
| 34 | Inghilterra (bandiera) | D     | Paul Robinson   |
| 12 | Inghilterra (bandiera) | D     | Darren Ward     |
| 36 | Irlanda (bandiera)     | D     | Tim Clancy      |
| 25 | Giamaica (bandiera)    | D     | Marvin Elliott  |
| 24 | Inghilterra (bandiera) | D     | Andy Impey      |
| 5  | Canada (bandiera)      | D     | Adrian Serioux  |
| 19 | Inghilterra (bandiera) | C     | Dennis Wise     |
| 37 | Irlanda (bandiera)     | C     | Barry Cogan     |
| 27 | Irlanda (bandiera)     | C     | Alan Dunne      |
| 30 | Inghilterra (bandiera) | C     | Charley Hearn   |
| 43 | Inghilterra (bandiera) | C     | Will Hendry     |
| 8  | Inghilterra (bandiera) | C     | David Livermore |

| N. |                             | Ruolo | Calciatore      |
| -- | --------------------------- | ----- | --------------- |
| 20 | Inghilterra (bandiera)      | C     | Jody Morris     |
| 41 | Inghilterra (bandiera)      | C     | Anton Robinson  |
| 26 | Scozia (bandiera)           | C     | Peter Sweeney   |
| 14 | Inghilterra (bandiera)      | C     | Curtis Weston   |
| 7  | Barbados (bandiera)         | C     | Paul Ifill      |
| 38 | Giamaica (bandiera)         | C     | Trevor Robinson |
| 15 | Canada (bandiera)           | C     | Josh Simpson    |
| 22 | Irlanda del Nord (bandiera) | C     | Kevin Braniff   |
| 4  | Norvegia (bandiera)         | C     | Jo Tessem       |
| 10 | Inghilterra (bandiera)      | A     | Danny Dichio    |
| 11 | Scozia (bandiera)           | A     | Scott Dobie     |
| 9  | Inghilterra (bandiera)      | A     | Neil Harris     |
| 21 | Giamaica (bandiera)         | A     | Barry Hayles    |
| 33 | Inghilterra (bandiera)      | A     | Joe Healy       |
| 32 | Inghilterra (bandiera)      | A     | Ben May         |
| 23 | Barbados (bandiera)         | A     | Mark McCammon   |
| 11 | Inghilterra (bandiera)      | A     | Stefan Moore    |
| 29 | Belgio (bandiera)           | A     | Bob Peeters     |
| 39 | Irlanda (bandiera)          | A     | Mark Quigley    |